# Legió XXII Primigènia

Mapa de l'imperi romà l'any 125 dC, sota l'emperador Hadrià, que mostra la Legio XXII Primigenia, ubicada al riu Rin a Moguntiacum (Magúncia, Alemanya), a la província de Germania Superior, des de l'any 39 dC fins al segle IV

La Legió XXII Primigenia va ser una legió romana dedicada a la deessa Fortuna Primigenia.
Va ser fundada l'any 39 per l'emperador Calígula juntament amb la Legió XV Primigenia per les campanyes de Germània. La major part del temps va estar localitzada a Mogoncíacum (actual Magúncia) fins a la seva desaparició cap al segle iv. Aquesta legió estava dedicada principalment a guardar els limites de l'imperi per la seva part nord a tot el llarg del Rin.
Durant l'any 69, l'any dels quatre emperadors, les legions estacionades a Germània van proclamar Vitel·li com a emperador, enfront de Galba, que ja havia estat nomenat emperador pel senat. Van marxar cap a Roma i allà Vitel·li va ser proclamat emperador. Durant la Revolta dels Bataus, entre els anys 69 i 70, va ser l'única legió que no va sofrir gaires pèrdues.
A finals del segle i, el futur emperador Adrià va servir com a tribú militar a la XXII Primigenia, i aquesta unitat també va recolzar a Trajà quan va pujar al poder l'any 98. Va combatre a les seves ordres quan l'emperador va pacificar el limes del Rin entre els anys 98 i 100.
Algunes vexillationes d'aquesta legió van actuar a Orient durant les campanyes contra l'Imperi Part de Trajà, Luci Ver i Septimi Sever.
La XXII Primigenia també va enviar una vexillatio a Britànnia on vaparticipar en la construcció de diverses seccions del mur d'Antoní en temps de l'emperador Antoní Pius.
Tot i que principalment tenia seu a la província romana de Germania superior també va ser enviada en missió a contenir els sassànides al voltant de l'any 230.
Cap a l'any 233 els germànics que amenaçaven les fronteres van rebre recompenses de l'emperador Alexandre Sever fet que va fer indignar les tropes de la legió. I l'any 235 en un motí a Magúncia els soldats revoltats d'aquesta legió van assassinar a l'emperador i van proclamar a Maximí el Traci, fet que va acabar amb la dinastia dels Severs i va obrir una crisi coneguda com a crisi del segle iii.
L'any 268, la XXII Primigenia probablement va lluitar sota el comandament de Gal·liè a la batalla de Naïssus (o potser de Nestus), i va obtenir una victoria sobre els gots. L'any següent, la XXII Legió es va aixecar contra Pòstum I i va proclamar al seu comandant, Lelià, nou emperador de l'Imperi de les Gàl·lies.
No hi ha constància d'aquesta legió més enllà del regnat de Constantí I el Gran. Alguns autors pensen que podria haver estat destruïda a la batalla de Mursa Major l'any 351.